# Cratere Behn
Behn  è un cratere sulla superficie di Venere. Deve il suo nome ad Aphra Behn, scrittrice e drammaturga inglese del XVII secolo.